# Хипофизарен гигантизъм
Хипофизарен гигантизъм – израстването в детска възраст над физиологично нормалните ръстови стойности, поради увеличена продукция на хипофизния соматотропен хормон (СТХ).

## Етиологияипатогенеза
Заболяването се дължи на аденом или хиперплазия на еозинофилния преден хипофизен дял. Свръхпроизводството на СТХ води до увеличен растеж на всички тъкани, особено на епифизарните участъци на дългите кости. Наблюдава се по-често при мъже. В основата на болестта почти винаги стои активна формация от разраснали се клетки на доброкачествен тумор – аденохипофизен аденом. В някои случаи туморът е злокачествен (аденокарцином). Повишената секреция на соматотропен хормон стимулира клетъчния растеж в различни тъкани, но растежният ефект е най-силно изразен в съединителната тъкан и особено в хрущялната и костната тъкан. У млади лица (до 20-годишна възраст) стимулираната в растежа си хрущялна и костна тъкан увеличава размера на костите предимно на дължина, т.е. развива се гигантизъм. Причините са:
- увеличено образуване на хормони на хипофизата (соматотропин), по-рядко на щитовидната и половите жлези, настъпващо преди спирането на растежа;
- ръст над 220 cm;
- забелязва се непропорционална сила на даденото огромно тяло.